# На Тихорецкую состав отправится
«На Тихорецкую состав отправится…» (также часто просто «На Тихорецкую») — песня Михаила Львовского на музыку Микаэла Таривердиева. Широкую известность песня приобрела после выхода телефильма «Ирония судьбы, или С лёгким паром!», где её за кадром исполнила Алла Пугачёва. Это исполнение является самым известным.

## История создания
На Тихорецкую состав отправится.
Вагончик тронется — перрон останется.
Стена кирпичная, часы вокзальные,
Платочки белые, платочки белые,
Платочки белые — глаза печальные.
Начнёт выпытывать купе курящее
Про моё прошлое и настоящее.
Навру с три короба, пусть удивляются.
С кем распрощалась я, с кем распрощалась я,
С кем распрощалась я — вас не касается.
Песня была написана для пьесы «Друг детства» в 1962 году, исполнялась в 1960-х годах в спектаклях театров «Современник» и «Ленком», причём существовали две версии — с музыкой Геннадия Гладкова и Таривердиева. Автор слов Михаил Львовский так вспоминает историю создания песни:

Как раз была «оттепель». И я написал пьесу «Друг детства». Сюжет её в том, что одного мальчика берут в армию, он очень плохо служит, потому что интеллигентный, щупленький, что для армии не подходит, но своей бывшей однокласснице, которую в школе звали «Царица Ирина» и в которую он влюблён, врёт про свои похождения в армии. А в него влюблена подруга «Царицы Ирины». Это она поёт: «На Тихорецкую состав отправится, вагончик тронется — перрон останется…»

Станция Тихорецкая, сейчас город Тихорецк, находится в часе езды от моего родного города Краснодара, с которым я связываю всё, что пишу. <…> На моём экземпляре стоит дата — 1962 г. …
Пьеса ставилась в двух театрах: «Ленкоме» в постановке Ролана Быкова с музыкой Таривердиева, и в «Современнике» в постановке Виктора Сергачёва с музыкой Геннадия Гладкова. В Москве песню больше пели с музыкой Таривердиева, а в Ленинграде с музыкой Гладкова. В своих сольных концертах её исполняла Майя Головня, которая потом записала эту песню на моей авторской пластинке. Когда пьесу запретили[прояснить], Таривердиеву жалко было песню и он её вставил в оперу «Апельсины из Марокко» по Аксёнову.

Для телефильма «Ирония судьбы» Эльдар Рязанов решил использовать песню, ещё не зная, кто написал музыку. Со временем выяснилось, что это был Микаэл Таривердиев, и Рязанов пригласил его написать и другие романсы для будущего фильма.
Для телефильма песню записала Алла Пугачёва, хотя до неё пробовались и другие певицы. В кадре её исполнила Барбара Брыльска. В фильм вошла сокращённая версия песни без второго куплета (что хорошо слышно, так как третий куплет выше на полтона). Полная версия записи песни в исполнении Пугачёвой не была издана ни на одном из её сольных альбомов и синглов; впервые она была выпущена лишь в 1996 году в её песенной антологии — «Коллекции» из 13 CD-дисков.
Кроме того, Татьяна Доронина исполняет эту песню в фильме «Капель», но на другую мелодию и с немного изменёнными словами.
В своей узнаваемой манере песню исполнял Владимир Высоцкий. Совершенно оригинальную гранж-версию представила группа «Ногу свело!», она вошла в несколько сборников отечественной песни.
Песня была включена в сборник «Старые песни о главном», где её снова исполнила Алла Пугачёва, однако звук наложен из записи 1970-х годов.

## Некоторые известные исполнители песни
- Владимир Высоцкий (1965)[4]
- Алла Пугачёва (1975, телефильм «Ирония судьбы, или С лёгким паром!»)[7]
- Татьяна Доронина (1981, фильм «Капель»)[3]
- Трио «Меридиан»
- Группа «Город 312»[8]
- Максим Покровский и группа «Ногу свело!»[5]
- Елена Ваенга (2011)[9]
- Группа «Блестящие» (2003)
- Арт-группа «Сопрано Турецкого»
- ВИА Гра (2007)

### Комментарии
1. ↑  Представлен фрагмент текста с целью ознакомления и для узнаваемости песни. Текст защищён законами об авторском праве и не может быть опубликован целиком.